# Huchting (Brema)
Huchting, Bremen-Huchting (dolnoniem. Huchten) — dzielnica miasta Brema w Niemczech, w okręgu administracyjnym Süd, w kraju związkowym Brema. 
Dzielnica leży ok. sześć kilometrów od centrum miasta, na lewym brzegu Wezery.